# Klanjšček
Klanjšček je priimek v Sloveniji, ki ga je po podatkih Statističnega urada Republike Slovenije na dan 1. januarja 2010 uporabljalo 172 oseb.

## Znani nosilci priimka
- Ciril Klanjšček, partizan, zamejski narodni delavec
- Gojmir M. Klanjšček (1920—?), zdravnik onkolog, rentgenolog
- Jurij Klanjšček, zgodovinar
- Mirjam Bon Klanjšček (*1954), matematičarka, statističarka, univ. prof., političarka
- Niko Kanjšček (*1951), kulturno-prosvetni delavec
- Radislav Klanjšček - Jakec (1925—1984), generalpodpolkovnik JLA, komandant štaba TO SRS (nesreča s helikopterjem)
- Rok Klanjšček (*1967), arhitekt
- Stanislav Klanjšček (*1928), kmet, župan v Števerjanu
- Viktor Klanjšček (1918—2001), gozdar v zgornjem Posočju (razvoj žičnic)
- Vladimir Klanjšček (*1944), slikar v zamejstvu (Italija)
- Zdravko Klanjšček (1925—2002), vojaški zgodovinar, polkovnik, prof. FSPN
- Zdravko Klanjšček (*1938), zborovodja